# Kmeťov vodopád
Kmeťov vodopád je ledovcový, selektivní, tektonický vodopád ve Vysokých Tatrách v okrese Poprad na severním Slovensku. Skládá se ze dvou stupňů, které padají puklinou přes skalní prahy.

## Charakteristika

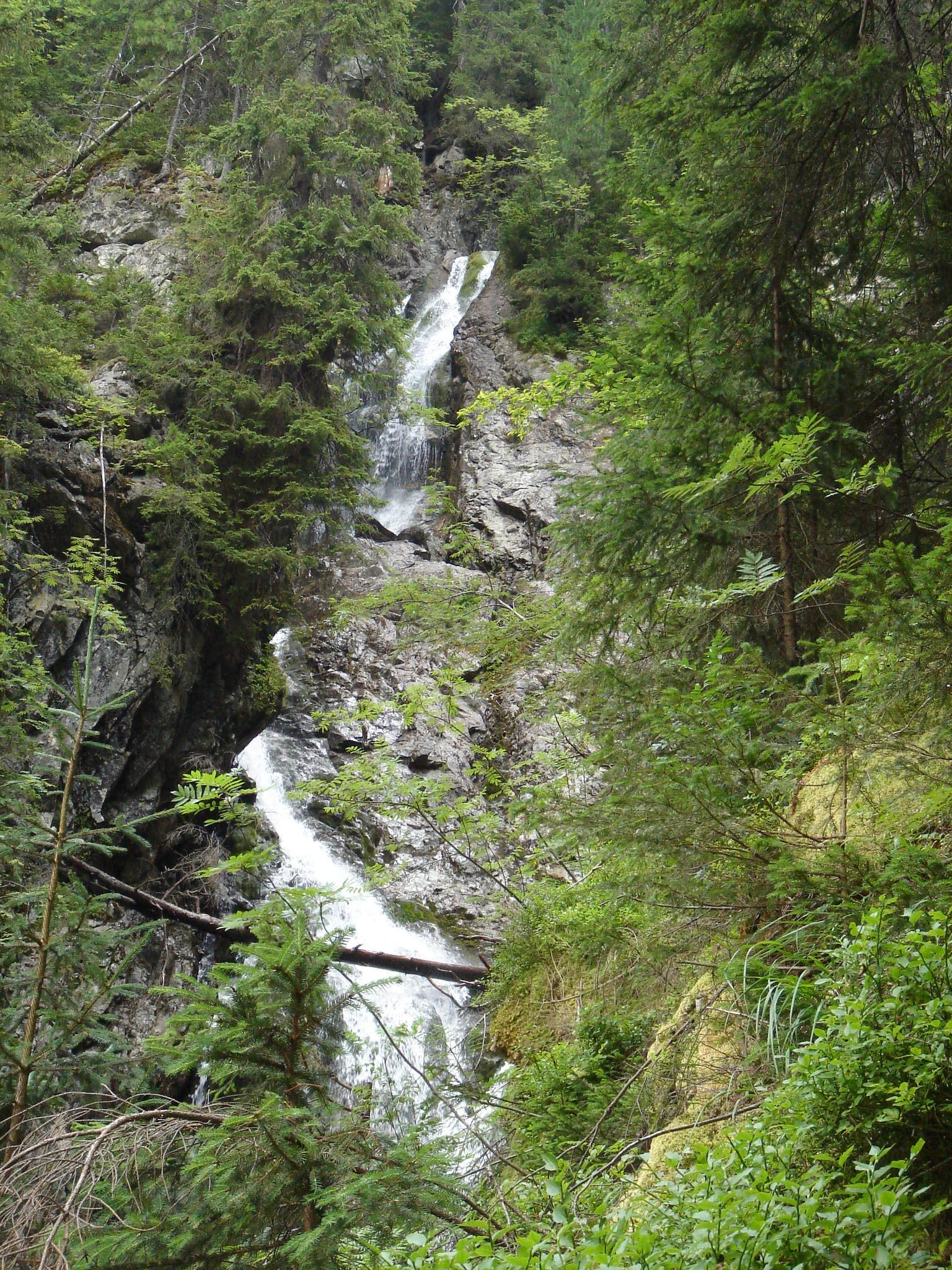
Kmeťov vodopád

Nachází se v Kôprovské dolině a jeho podloží je tvořené granodiority. Vodopád vytváří Nefcerský potok, který je nad ním v nadmořské výšce 1245 m široký 1,5 m. Je vysoký přibližně 80 m.

## Jméno
Vodopád byl pojmenován po významném slovenském vědci a spoluzakladateli Slovenského národního muzea Andreju Kmeťovi (1841–1908).

## Přístup
Vodopád je veřejnosti přístupný po  červené a  modré turistické značce z Podbanského nebo z rozcestí Tri studničky pod Kriváněm a značenou odbočkou (2:30 hod).

## Poznámky

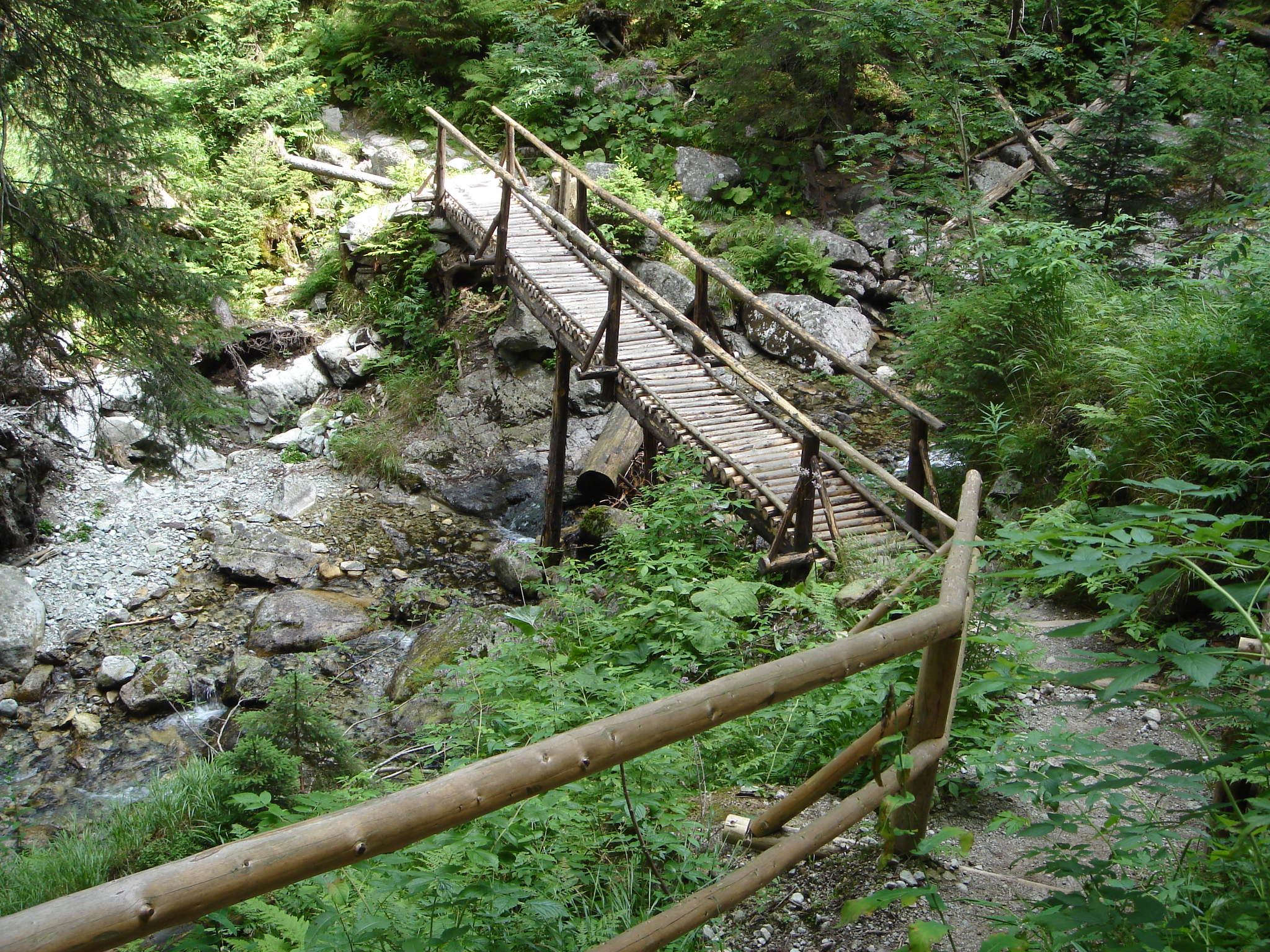
Lávka pod Kmeťovým vodopádem